# 路路通
路路通是美國舊金山灣區大都會運輸委員會 (MTC) 所發行的非接觸式智慧卡，主要由使用者用于支付旧金山湾区各個公共運輸系統的交通费用。2002年以为名由MTC開始測試，并在2010年6月16日正式發行時更名为Clipper，用以紀念舊金山淘金時代當時最快的飞剪式帆船 。同年10月12日，MTC將中文名稱正式定為「路路通」。路路通卡於2021年4月15日加入了對Apple Pay的支持，隨後在5月19日加入了對Google Pay的支持，自此灣區居民可在智能手機上使用路路通卡。

## 可用於支付之灣區運輸系統
- 舊金山灣區捷運系統 (BART)
- 加州火車 (Caltrain)
- 舊金山城市鐵路 (San Francisco Municipal Railway；Muni)
- 阿拉米達郡與康特拉科斯塔郡公車系統 (AC Transit)
- 聖馬刁郡公車系統（SamTrans）
- 聖塔克拉拉郡公車系統 (Santa Clara Valley Transportation Authority；VTA)
- 金門大橋公路與渡輪運輸系統 (Golden Gate Transit and Golden Gate Ferry)
- 舊金山灣渡輪 (San Francisco Bay Ferry)